# コンスタンツェ・モーツァルト
コンスタンツェ・モーツァルト（Constanze Mozart, 1762年1月5日 - 1842年3月6日）は、オーストリアの作曲家、モーツァルトの妻。作曲家カール・マリア・フォン・ヴェーバーの23歳上の従姉にもあたる。

## 概要
コンスタンツェ・ヴェーバー(Costanze Weber)として、ドイツ南西部（原バーデン＝ヴュルテンベルク州）のツェル・イム・ヴィーゼンタールに生まれ、ソプラノ歌手であった。多くのモーツァルトの伝記において、コンスタンツェは、愛のない、不実な、不精な人物として描写されている。悪妻の一人とされているが、その真偽については様々な議論がある（後述）。モーツァルトの死後、ゲオルク・ニコラウス・ニッセンと再婚した。ザルツブルクで没している。

## 生涯

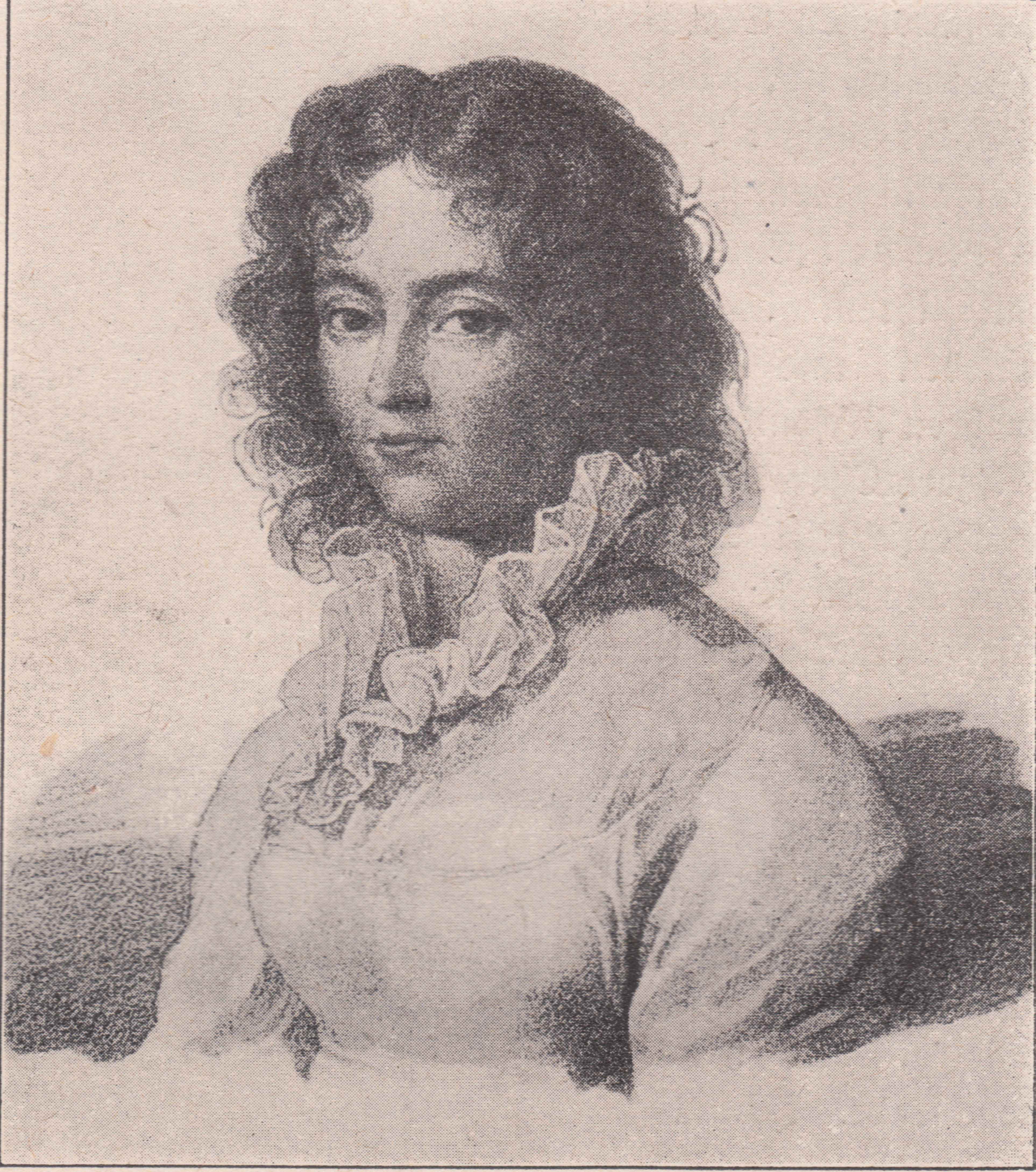
コンスタンツェ・モーツァルト

両親はフランツ・フリードリン（1733年 - 1779年）とマリア・ツェツィーリア（旧姓シュタム、1727年 - 1793年）、姉はヨゼーファ（1757年 - 1819年）とアロイジア（1760年 - 1839年）、妹はゾフィー（1763年 - 1846年）。
モーツァルトとコンスタンツェは1777年にマンハイムで知り合った。モーツァルトが彼女の姉アロイジアに夢中になっていた時のことである。
モーツァルトは1781年にウィーンに転居してヴェーバー家に再会するが、アロイジアは既に結婚していた。モーツァルトはヴェーバー夫人が所有する「神の眼」館の部屋を借りて下宿した。
モーツァルトは、コンスタンツェとの婚約を条件に、ヴェーバー夫人から交際を許された。その際、モーツァルトがサインさせられた約定書では、3年以内に結婚しない場合には違約金を支払うこととされていた。しかし、コンスタンツェ自身はその約定書を破り捨てた。
モーツァルトと1782年8月4日に結婚。コンスタンツェは8年間の結婚生活において妊娠出産を6回して体力を使い果たしたという。
- ライムント・レオポルト（1783年6月17日 - 8月21日）
- カール・トーマス（1784年9月21日 - 1858年10月31日）
- ヨハン・レオポルト（1786年10月18日 - 11月15日）
- テレジア（1787年12月29日 - 1788年6月29日）
- アンナ・マリア（モーツァルトの母と同名）（1789年11月16日）
- フランツ・クサーヴァー・ヴォルフガング（1791年7月26日 - 1844年7月29日）

これらの子供のうち、幼年期を生き延びることができたのはカール・トーマスとフランツ・クサーヴァー（モーツァルト2世）の2人だけであった。
モーツァルトの大ミサ曲（K.427）は、コンスタンツェとの結婚の時期に作曲が始められた（未完成）。注文を受けたのではなく、モーツァルトが自発的に作曲したもので、1783年10月26日（または25日）に聖ペテロ教会でこの曲が演奏された時には、コンスタンツェがソプラノ独唱を披露した。この大ミサ曲は、「わたしのいとしいコンスタンツェのために（per la mia cara Constanza）」と書かれたソルフェージュ（K.393）と声楽技法的に関連性があることから、コンスタンツェのソプラノ独唱は、作曲の当初から想定されていたものと思われる。
1789年、脚の病気にかかり、医師の勧めによって、以後毎年夏になるとバーデンに湯治に出かけた。モーツァルトは同行せず、妻に宛てた多くの手紙を書き、工面した費用を送金した。
モーツァルトの死亡した1791年、コンスタンツェは2人の子供の養育とモーツァルトの残した負債に独りで立ち向かうこととなった。家庭が貧困に苦しんでいたのにもかかわらず、レクイエムの未完成の総譜を含む自筆譜をすぐには手放さず、1799年に音楽出版社ヨハン・アントン・アンドレに売却されたのが最初である。
さらにその10年後の1809年にコンスタンツェはデンマークの使節秘書・外交官であるゲオルク・ニコラウス・ニッセンと再婚した。ニッセンはコンスタンツェと共にモーツァルトの最初の伝記を執筆した。1821年にこの夫婦はザルツブルクへ引っ越し、1826年にニッセンはそこで逝去している。
晩年のコンスタンツェはドームにほど近いミハエル広場に面した住居に暮らし、1841年にはモーツァルテウムの設立にも関与した。1842年3月6日にコンスタンツェは没するが、ミハエル広場には同年9月4日にミュンヘンの彫刻家ルートヴィヒ・シュヴァンターラー(Ludwig Schwanthaler)作のモーツァルト記念像が立てられ、その後モーツァルト広場と命名された。

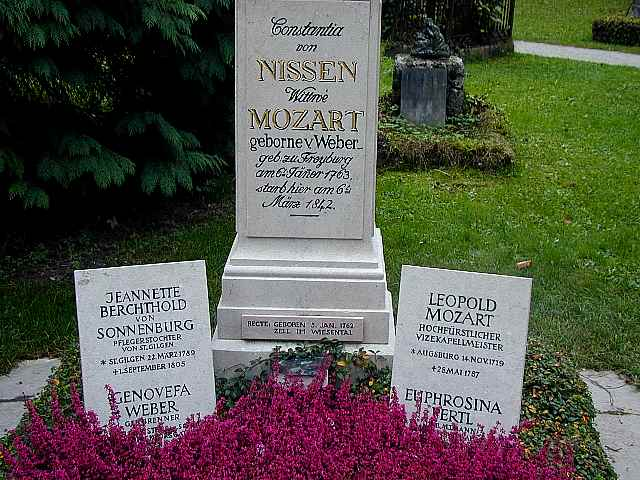
コンスタンツェの墓碑（中央）

コンスタンツェの墓は、ザルツブルク新市街の聖セバスティアン教会にある。同じ墓にはモーツァルトの父であるレオポルト・モーツァルト、2番目の夫ニッセン、姉アロイジアも眠る。

## 悪妻説
- モーツァルトの伝記はコンスタンツェの視点から描かれており、自分に不都合な事実には触れていない。
- 浪費家であった。
- モーツァルトが死んだ時、別荘で遊んでいた。
- モーツァルト自筆の楽譜や書簡を売却している。特に、自分に不都合な書簡は破棄している。
- モーツァルトの葬儀を蔑ろにし、共同墓地に葬った。このため、モーツァルトの墓がどこにあるか、現在では分からない。
- 再婚したことで、不貞であるという印象を世間に与えた。
- 息子（モーツァルト二世）（公式な父親はモーツァルト）に、モーツァルトと親交のあったジュースマイヤーの名前を付けていることから、夫の生前から2人は関係があったのではないか、という憶測。

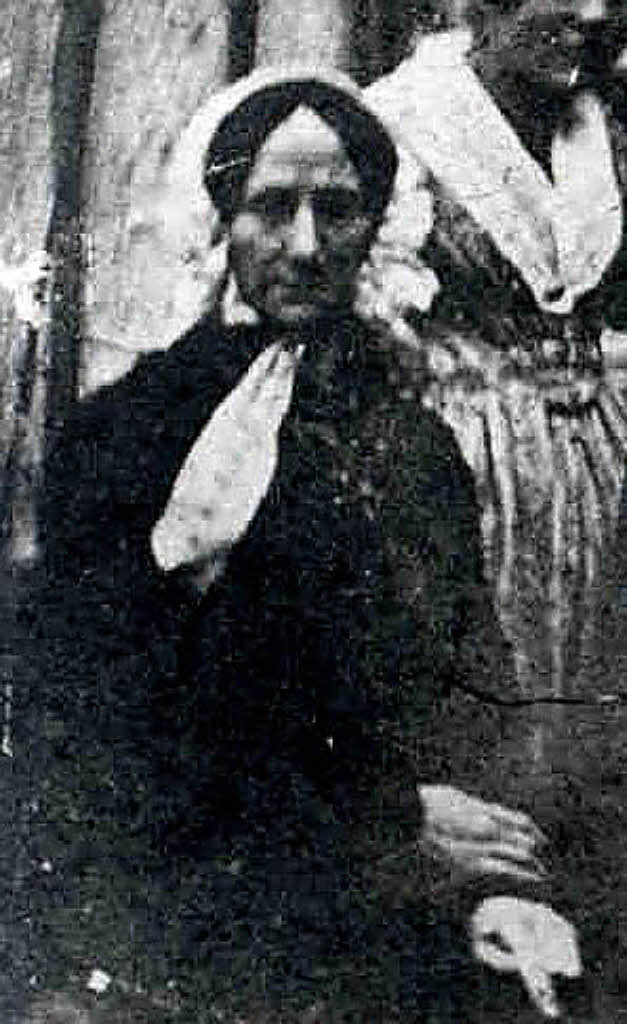
1840年のコンスタンツェ

これらのうちの幾つかは、生活のためにやむを得ず行ったという解釈が成り立つ。また、悪女として後世に語り継がれる彼女だが、次のような反論もある。
- 周囲の人々の手紙などからは、教養が高く家事にも熱心で快活な娘と評価されていることがうかがえ、不精で愚かであるとする悪妻説の人物像と一致しない。また、モーツァルト自身が妻への愛情に溢れた手紙を残している。
- モーツァルト自身もかなりの浪費家で、実際には晩年もかなりの収入を得ており、夫妻の出費は収入に見合ったものである。
- もともと病弱で、モーツァルトの死の前にコンスタンツェも病に倒れており、モーツァルト自身が別荘での療養に行かせた。コンスタンツェは夫の死の前に帰宅しており、別荘で遊んでいたわけではない。
- 楽譜等を売却したのは、夫の死後、子供を抱えての生活を支えるためである。
- モーツァルトの葬儀を簡素にし、共同墓地に埋葬した理由も、皇帝ヨーゼフ2世の葬儀合理化政策と慣習に従っただけのことに過ぎない。
- 再婚自体も生活のためであり、夫ニッセンとともにモーツァルトの名を高めるために尽力している。

コンスタンツェは「思慮深く、経済観念も発達していて、夫の作品を守ったことは、多くの資料が証明している」（ミシェル・パルティ）とする意見もある。こうした意見を受けてか『アマデウス』では生活苦に陥っても夫の作品を誇りに思い、作品の屈辱的な扱いに憤慨するという一面が描かれた。

## 写真

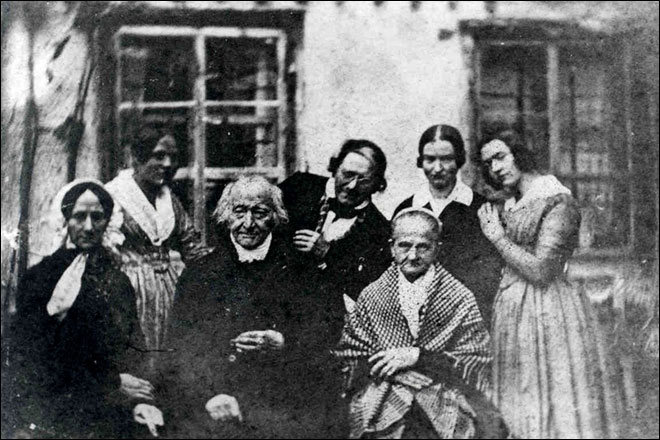
1840年頃に撮影された、コンスタンツェ（前列左）が写っているとされる写真。

1840年10月頃に撮影された、78歳のコンスタンツェと思われる人物が写っている銀板写真が残っている。写真はバイエルン王国のアルトエッティング（Altötting）にて撮影されたといわれる。コンスタンツェは前列左に、バイエルンの作曲家マックス・ケラー（Max Keller）が前列中央、右手にはケラーの妻ヨゼファが写っている。この複製は、2004年にアルトエッティングの資料室で発見された。
ただし、様々な理由からこの写真がコンスタンツェを写したものではないという反証がなされている。理由として、一つに当時のダゲレオタイプの感度やレンズの明るさでは露光に時間がかかり、このような綺麗な肖像写真を撮る事は不可能であるというものである（明瞭な肖像写真の撮影が可能な明るさのペッツヴァール・レンズが登場したのは、コンスタンツェの死後である）。二つに、晩年のコンスタンツェは関節炎（リウマチ）に罹っていたため、移動することはままならず、ケラーのもとを訪れることはできなかったというものである。